# S/2016 J 4
S/2016 J 4 es un pequeño satélite natural exterior de Júpiter descubierto por Scott S. Sheppard el 9 de marzo de 2016, utilizando el Telescopio Magellan-Baade de 6,5 metros en el Observatorio Las Campanas, Chile. Fue anunciado por el Minor Planet Center el 24 de enero de 2023, después de que se recopilaran observaciones durante un período de tiempo lo suficientemente largo como para confirmar la órbita del satélite.
S/2016 J 4 es parte del grupo de Pasífae, un cúmulo disperso de satélites irregulares retrógrados distantes de Júpiter que siguen órbitas similares a Pasífae en semiejes mayores entre 22 y 25 millones de kilómetros, excentricidades orbitales entre 0,2 y 0,6 e inclinaciones entre 140 y 160°. Tiene un diámetro de aproximadamente 1 kilómetro (0,62 mi) para una magnitud absoluta de 17,3, lo que lo convierte en uno de los satélites naturales más pequeños conocidos de Júpiter.